# Palazzo Sanseverino (Chiaromonte)
Il Palazzo Sanseverino è un edificio civile risalente ad epoca normanna, situato nel centro storico del comune di Chiaromonte.

## Contesto storico e urbanistico
L'abitato di Chiaromonte si presenta come un impianto urbano formatosi con aggiunte e accrescimenti successivi. L'orografia è particolarmente marcata sul versante settentrionale e molto più lieve su quello meridionale digradante verso il Sinni. L'articolazione e l’estensione del centro storico non possono essere unicamente ricondotti alla fase normanna, ma probabilmente contengono una fase pre-normanna dalla quale si avvia l’ampliamento dei secoli XI-XII, ancora archeologicamente non documentata se non per la necropoli altomedioevale rinvenuta in località Largo dell'Area Sacra. Anche le attività di ricognizione effettuate nel territorio del comune di Chiaromonte non hanno permesso di evidenziare e, quindi delineare, la fase altomedievale; il dato farebbe propendere verso l’idea di una contrazione dell’abitato sparso delle campagne circostanti in favore di una maggiore concentrazione abitativa e difensiva in altura.
Per quanto riguarda il tessuto urbano di Chiaromonte, il versante esposto verso il torrente Serrapotamo è definito dalla cinta muraria i cui resti affiorano in più punti nella direttrice congiungente il castello ed i ruderi di una torre circolare conservatisi a monte della spianata della località Torre della Spiga. L’intera area, inclusa nella cinta medievale, domina dall’alto il sottostante abitato digradante verso la valle del Sinni, mentre il castello sanseverinesco è collocato ad una quota notevolmente inferiore rispetto alla sommità del rilievo.
L’espansione di epoca normanno/sveva è da porre immediatamente a valle del castello Sanseverino ed è delimitata dalla direttrice corrispondente a via Arnaldo da Brescia.

## Il Castello
L’accesso al Castello Sanseverino è garantito attraverso un grande portale rettangolare lungo il lato occidentale della struttura, attraversando un ambiente voltato a crociera con l’impiego esclusivo di laterizi. La stessa organizzazione planimetria del castello sembra essere stata sviluppata facendo ricorso a modelli di incastellamento già ricorrenti in altre aree fortificate d’altura; partendo dall’edificazione di una torre, la fortezza si sviluppa per successivi ampliamenti fino a formare una struttura ad "L" su tre livelli, uno dei quali seminterrato, e con le due facciate rivolte verso il lato occidentale e meridionale dell'altura; si viene così a creare tra i due bracci del complesso un cortile protetto dallo stesso recinto fortificato che cinge l’intera fortezza. Al centro del cortile è ancora visibile un pozzo per la captazione delle acque meteoriche, e sempre da qui si accede internamente a due delle torri del sistema fortificato lungo il versante orientale del centro di Chiaromonte.
Puntuali confronti rispetto al sistema di fortificazione di altri siti d'altura sono individuabili ancora lungo il versante orientale di Chiaromonte, dov'è possibile riconoscere un sistema di difesa lineare con andamento nord-sud intervallato da torri circolari e rettangolari. Questa porzione dell’abitato ricade all’interno del giardino del palazzo baronale di Giura, area acquisita da questa famiglia agli inizi dell'Ottocento e forse per tale motivo lo stato di conservazione delle torri e delle mura risulta essere decisamente migliore rispetto al resto delle fortificazioni. 
Lo schema planimetrico dell'abitato medievale riprende modelli fortificati d’altura. Anche per Chiaromonte il sistema difensivo si accresce grazie allo sviluppo di almeno tre cinte murarie, definendo l’ultima fase insediativa sotto la reggenza della famiglia Sanseverino: in particolare, un primo baluardo è costituito da una cortina muraria che protegge il lato nord del versante occidentale nell'area cosiddetta della Torre della Spiga; una seconda cingeva l'abitato e gli edifici di culto (chiesa dell'Immacolata e chiesa di San Giovanni Battista); sulla sommità, infine, si trova il recinto fortificato che cingeva l’area residenziale del dominus, culminante nell'edificazione sul versante orientale della residenza fortificata.

### L'apprezzo del Gallarano
Nel 1546 la Contea di Chiaromonte aveva avuto una sua platea compilata da Sebastiano Lavalle; a distanza di poco di più di un secolo (1660) venne redatto un nuovo apprezzo da Giuseppe Gallarano per conto di Carlo Sanseverino. 
Questo documento è forse l’unica testimonianza per quanto riguarda la ricostruzione storica di monumenti quali il sistema fortificato dell’abitato di Chiaromonte, il palazzo Sanseverino.
Per la sua felice posizione che, oltretutto, si prestava ad essere una valida fortezza. Nel 1660 la stima della Terra di Chiaromonte venne pertanto affidata al Tavolario Giuseppe Gallarano il quale approntò un "apprezzo" con i disegni che, purtroppo, non ci sono pervenuti ed una dettagliata relazione, sul sito dell’abitato di Chiaromonte e sulla sua popolazione.
"Detta Terra è situata sopra una montagna eminente al mezzo giorno coverta da un lato terra della istessa montagna con scoverti de quantità de miglia da lungo si entra nella terra predetta per tre parti serrate de mura antiche, ove formano da parte in parte alcuni torrioni tondi, et torri quadre ad uso antico de mura per detta antichità sono in molta parte rovinate, et cascate, ma per l’assise di detta Terra et l’apprezzo della (...) la maggior parte sopra pietre vive, et unione di case viene a formare detta Terra forte, che con poca gente si possono difendere da moltitudine grande di nemici".
Il tessuto urbano di Chiaromonte evidenzia una sorta di anomalia, leggibile in due elementi: l’apparente vuoto dell’edificato in un’area delimitata dalla cinta muraria e comprendente la sommità del Catarozzolo e l’eccentricità del castello rispetto alla sommità orografica del paese, attualmente occupata dal serbatoio idrico. 
Il Gallarano continua il suo elenco con il Castello dei Sanseverino fornendo questa descrizione:
“Segue la Casa palaziata situata et eminente sopra la terra predetta consistente in uno entrato grande, e entra nel cortile scoperto grandioso a'mano dal quale vi è una stanza grande scoperta ove si conservano tre tenaci da tre botte l’uno. Per detta stanza s’entra in due stalle una appreso l’altra, la prima stalla d'otto poste di capacità di tenere otto cavalli, la seconda similmente di otto altre poste per tenere otto altri cavalli alla parte del detto cartile, et in detto alto sono due camere coverte di legname quale possono servire per servitio di creati, appreso dette camere sono due altre camere quali servono per granari. In testa del detto cortile è la cocina. All’altro lato di detto cortile vi è un'altra stanza lunga da palmi cento solo le mura alzate e scoperta per disegno di stallone con mura alzate di seguire anco di quarto dell’edificio di sopra; appresso di detta stanza grande vi è un cammarone similmente grande e per detta stanzasi discende per una scala di legno in una stanza sotterranea solo con un'apertura d’un finestrello con un cancello di ferro, quali servono per carceri baronali per detta stanza supra si entra in un'altra stanza, ove sono i luoghi necessari. Appresso vi sono altre due camere terranee grandi, in testa di detto cortile e la grada di fabbrica da dove si sale et si impiana nell'abballaturo a modo di loggia s'entra nella sala con intempiatura di legname lavorata liscia a man destra di detta sala si camina in piano a quattro camere grandi similmente con intempiatura una delle quali camere è pittata a frisco con due balconi con ferriate, in mezzo di detti balconi è una soggetta et eminente sopra detta terra. Ad un lato di una di esse camere vi è anco un camerino pittato similmente al frisco, all'ultimo di esse quattro camere si discende per grada 'a lumaca nelle stanze terranee, et in piano detto cortile all’altro lato di detta sala segue un altro quarto dove sono quattro altre camere similmente grande e con intempiatura de legnami lavorate liscie et converte tutte dette stanze a fitte. Onde noi havemo avuto mira alla qualità della fabbrica e spese di consideratione che vi sono in detta casa Baronale per portarla per riguardo al feudo ….